# Doja Cat
Amala Ratna Zandile Dlamini (Zulu: ['zandile 'ɮamini]; n. 21 octombrie 1995, Tarzana⁠(d), California, SUA), cunoscută profesional ca Doja Cat (/ˈdoʊdʒə/), este o cântăreață, rapperiță și compozitoare americană. Născută și crescută în Los Angeles, a început să producă și să lanseze muzică pe SoundCloud din adolescență. Piesa ei „So High” a atras atenția Kemosabe și RCA Records, cu care a semnat un contract de înregistrare înainte de lansarea piesei ei de debut extins, Purrr! în 2014.
După o pauză de la lansarea muzicii și lansarea fără incidente a albumului ei de studio de debut, Amala (2018), Doja Cat a câștigat succesul viral ca meme pe internet cu single-ul ei comedic din 2018 „Mooo!”. Valorificând popularitatea ei în creștere, ea și-a lansat al doilea album de studio, Hot Pink, în anul următor. Ulterior, albumul a ajuns în top 10 în Billboard 200 din SUA și a dat naștere single-ului „Say So”, al cărui remix-ul cu Nicki Minaj a ajuns pe primul loc în Billboard Hot 100. Al treilea album al ei de studio, Planet Her (2021), a petrecut patru săptămâni la numărul. doi în Billboard 200 și au dat naștere primelor zece single-uri „Kiss Me More” (cu SZA), „Need to Know” și „Woman”. Cel de-al patrulea album al ei de studio, Scarlet (2023), a adoptat un sunet orientat spre hip hop și a atins apogeul în primele cinci ale Billboard 200, în timp ce single-ul său principal „Paint the Town Red” a devenit melodia ei cea mai de succes de până acum, deoarece a marcat-o. primul număr unu solo pe Hot 100 printre alte opt țări.
Descrisă de The Wall Street Journal drept „un rapper tehnic priceput, cu un puternic simț melodic și o prezență vizuală îndrăzneață”, Doja Cat este cunoscută pentru crearea videoclipurilor și a spectacolelor care ating viralitate pe platformele de socializare precum TikTok. Cunoscătoare în cultura internetului, ea este, de asemenea, renumită pentru personalitatea sa absurdă online și prezența pe scenă. Ea a primit numeroase premii de-a lungul carierei sale, inclusiv un premiu Grammy de la șaisprezece nominalizări, cinci premii Billboard Music Awards, cinci premii pentru muzică americană și cinci premii MTV Video Music. Ea este unul dintre cei mai mari artiști comerciali ai anilor 2020 conform Billboard și a fost inclusă în topul celor mai influenți 100 de oameni din lume de Time în 2023.